# ГОСТ
ГОСТ (рус. Государственный стандарт) је група стандарда које одржава Евроазијски савет за стандардизацију, метрологију и цертификацију, регионална организација за стандардизацију под покровитељством ЗНД. ГОСТ стандарди су настали у Совјетском Савезу, а први стандард, ГОСТ 1, објављен је 1968. Данас се користе у земљама које су настале распадом Совјетског Савеза.
Неки од стандарда:
- ГОСТ 7.67 - кодови држава
- ГОСТ 7.75 - језички кодови
- ГОСТ 8.417 - мерне јединице